# TERF
TERF (/ˈtɜːrf/) — абревіатура від trans-exclusionary radical feminist (транс-ексклюзивна радикальна феміністка), що означає феміністку, яка принципово відмовляється від захисту транс-жінок у рамках фемінізму або виступає проти прав трансґендерів. Термін спочатку був введений у 2008 році для опису меншості радикальних феміністок, які «не бажають визнавати транс-жінок сестрами» і які дотримуються поглядів, які інші феміністки вважають трансфобними, наприклад, виключення транс-жінок з жіночих просторів і організацій. Використання терміна з тих пір розширилося, іноді щоб охопити будь-кого з транс-виключними поглядами, які не обов’язково причетні до радикального фемінізму.
Хоча термін був створений як свідомо нейтральний дескриптор, зараз він зазвичай вважається принизливим. Ті, кого називають TERF, часто відкидають цей ярлик або вважають його образою, а натомість описують свої переконання як ґендерно критичні. В академічному дискурсі немає консенсусу щодо того, чи є TERF образою. Критики цього слова вказували на його використання поряд із образливою риторикою та описували його як «інструмент залякування», але інші стверджують, що лише це не робить сам термін образою.

## Лесбійки
Термін «TERF» також розглядають як символ конфлікту між лесбійками та трансґендерними жінками в ЛҐБТК-русі. Згідно з ідеологією трансґендерів, трансжінку вважають жінкою, а отже, якщо вона віддає перевагу жінкам у сексі, то є лесбійкою. Самі ж (трансфобні) лесбійки схильні розглядати лесбійський союз саме як стосунки двох біологічних жінок, а союз із трансжінкою розглядають як гетеросексуальний і відмовляються вступати у зв'язки з людьми, чия стать при народженні була визначена чоловічою (узагальнюючий термін для всіх небінарних та трансґендерних людей, чию стать визначають як чоловічу, кажучи про зовнішні статеві органи). Часто ця відмова супроводжується трансфобними фразами про "чоловіків в спідницях", якими вони називають трансґендерних жінок. Трансактивісти розцінюють цю відмову як дискримінацію трансжінок, звинувачують лесбійських активісток у трансмізогінії й також називають їх «TERF». Лесбійські активістки бачать у ситуації гомофобію та лесбофобію і «знищення лесбійської ідентичності» як такої. На тлі цього, станом на 2020 рік, «TERF» все частіше використовують, як синонім (трансфобних) лесбійок загалом.
Керівництво Європейської ради визнає трансґендерних жінок, що надають переважу жінкам-партнеркам, лесбійками.

## Радикальні феміністки
Радикальні феміністки, яких часто називають terf вважають цей термін образливим та таким, що створений для приглушення голосу жінок. Активісти з питань прав трансґендерних людей не вважають цей термін дискримінаційним, проте деякі з них використовують його як образливе слово.
Свою трансфобію трансфобні радикальні феміністки часто обгрунтовують захистом жінок від сексуального насилля зі сторони трансґендерних жінок. Часто вдаючись до трансфобних образ, вони відстоюють своє право безпідставно вважати трансґендерниж жінок чоловіками, а трансґендерних чоловіків - жінками. Відкидаючи ствердження сучасної науки про нормальність трансґендерних людей, в соц. мережах вони ображають трансґендерних людей, називаючи їх хворими та буквально закликаючи до конверсійної терапії. Трансфобні рад. фем вважають, що у всіх трансґендерних жінок присутня чоловіча ґендерна соціалізація, а у всіх трансґендерних чоловіків - жіноча ґендерна соціалізація. Саме так вони пояснюють те, чому вони включають в свою повістку трансґендерних чоловіків, але викидають трансґендерних жінок. Але це є прямою трансфобією, бо борячись за права трансґендерних чоловіків у жіночому русі, трансфобні радикальні феміністки буквально стверджують, що трансґендерні чоловіки є жінками. Це називають місґендерінгом (від англ. misgendering), що є прямим проявом трансфобії.

## Трансґендерні жінки та жіночі простори
TERF та ультраправі вважають, що допуск трансґендерних жінок у жіночі простори (вбиральні, роздягальні тощо) є небезпечним для цисґендерних жінок. Це упередження спростовують експерти (співробітники поліції, особи правоохоронних органів, адвокати жертв сексуального насильства) за результатами дослідження у 12 штатах США. З наукової точки зору не існує доказів, що допуск трансґендерних жінок в жіночі простори викличе підвищення рівня насильства. Тобто ці побоювання є трансфобною пропагандою, що насправді не має підтверджень.

## SWERF
«SWERF» або «Sex Worker Exclusionary Radical Feminist» (з англ. радикальні феміністки, що виключають секс-працівників) — образливий термін, який використовують для узагальнення радикальних феміністок, які критикують секс-індустрію.
Згідно з радикальним фемінізмом, секс-індустрія (зокрема, проституція й порноіндустрія) є комплексною проблемою суспільства й у будь-якому вигляді утискає жінок через зростання насильства проти жінок та сексуального насильства (включно з педофілією), порніфікацію та сексуальну об'єктивацію усіх жінок як групи, звуження трудових можливостей для жінок у престижних та оплачуваних областях, де домінують чоловіки (male-dominated areas). З точки зору радфем, жінки, проституйовані за власним бажанням і котрі рекламують секс-індустрію, підтримують цими діями патріархатний утиск. Розв'язанням проблеми радикальні феміністки бачать шведську модель протидії проституції, а не її легалізацію, оскільки радфем розглядає проституцію і порнографію як порушення базових прав людини й прирівнює секс-роботу до сексуального рабства і торгівлі людьми.
Автори вислову SWERF відстоюють індивідуальність вибору займатися проституцією і стверджують, що ставлення радикальних феміністок до секс-індустрії й секс-робітниць набуває схожих рис зі ставленням консерваторів.

## Присвоєння терміна
Оскільки акронім «TERF» буквально означає тільки радикальних феміністок, які виключають трансґендерів, а деякі феміністки (в тому числі інших напрямків) та люди поза фемінізмом, які поділяють радикально-феміністичну критику транстеорії та трансіндустрії, а також виступають проти методів діяльності трансактивістів, стали свідомо і публічно називати себе TERF, поєднуючи це з просвітою стосовно суті конфліктів та феміністською просвітою загалом.
Часто радикальні феміністки, які характеризують себе як terf, також є і swerf.